# Delesserioideae
Sous-famille
Les Delesserioideae sont une sous-famille d’algues rouges de la famille des Delesseriaceae.

## Liste des tribus et genres
Selon AlgaeBase (5 février 2019) :
- tribu des Apoglosseae Showe M.Lin, S.Fredericq & M.H.Hommersand
  - genre Apoglossocolax Maggs & Hommersand
  - genre Apoglossum (J.Agardh) J.Agardh
  - genre Austrofolium M.J.Wynne
  - genre Bartoniella Kylin
  - genre Botryocarpa Greville
- tribu des Botryocarpeae M.J.Wynne
  - genre Branchioglossum Kylin
  - genre Caloglossa (Harvey) G.Martens
- tribu des Caloglosseae M.J.Wynne
  - genre Chauviniella Papenfuss
  - genre Claudea J.V.Lamouroux
- tribu Claudeeae M.J.Wynne
- tribu des Congregatocarpeae M.J.Wynne
  - genre Congregatocarpus Mikami
  - genre Cumathamnion M.J.Wynne & K.Daniels
  - genre Delesseria J.V.Lamouroux
- tribu des Delesserieae J.Agardh
  - genre Duckerella M.J.Wynne
  - genre Frikkiella M.J.Wynne & C.W.Schneider
  - genre Grinnellia Harvey
- tribu Grinnellieae M.J.Wynne
  - genre Hemineura Harvey
- tribu des Hemineureae S.M.Lin, Hommersand & Kraft
  - genre Heteroglossum A.D.Zinova
  - genre Heteronema Kylin
  - genre Holmesia J.Agardh
  - genre Hydrolapatha Stackhouse
  - genre Hydrolapathum Ruprecht
- tribu des Hypoglosseae M.J.Wynne
  - genre Hypoglossum Kützing
  - genre Hypophyllum Kylin
  - genre Kurogia Yoshida
  - genre Laingia Kylin
  - genre Lamourouxia C.Agardh
  - genre Loranthophycus E.Y.Dawson
  - genre Marionella F.S.Wagner
  - genre Membranoptera Stackhouse
- tribu des Membranoptereae M.J.Wynne
  - genre Microrhinus Skottsberg
  - genre Neoholmesia Mikami
  - genre Neohypophyllum M.J.Wynne
  - genre Odontolaingia M.L.Mendoza
  - genre Okamurina A.D.Zinova
  - genre Oneillia C.Agardh
  - genre Pantoneura Kylin
  - genre Paraglossum J.Agardh
  - genre Patulophycus A.J.K.Millar & M.J.Wynne
  - genre Phitycolax M.J.Wynne & F.J.Scott
  - genre Phitymophora J.Agardh
  - genre Phrix J.G.Stewart
  - genre Phycodrina M.J.Wynne
  - genre Pseudobranchioglossum M.Bodard ex M.J.Wynne
  - genre Pseudogrinnellia M.J.Wynne
  - genre Pseudonitophylla M.L.Mendoza
  - genre Pseudophycodrys Skottsberg
  - genre Pteridium J.Agardh
  - genre Rhodokrambe R.L.Moe
  - genre Sachalinella A.D.Zinova
- tribu des Sympodophylleae Shepley & Womersley
  - genre Sympodophyllum Shepley & Womersley
  - genre Taenioma J.Agardh
  - genre Tokidadendron M.J.Wynne
  - genre Tsengiella J.F.Zhang & B.M.Xia
  - genre Vanvoorstia Harvey
  - genre Wormskioldia Sprengel
  - genre Wynneophycus S.Y.Jeong, B.Y.Won, Fredericq & T.O.Cho
- tribu des Wynneophycuseae S.Y.Jeong, B.Y.Won, Fredericq & T.O.Cho
  - genre Yoshidaphycus Mikami
  - genre Zellera G.Martens
  - genre Zinovaea M.J.Wynne
- tribu des Zinovaeeae M.J.Wynne

Selon World Register of Marine Species (5 février 2019) :
- tribu des Apoglosseae
- tribu des Botryocarpeae
- tribu des Caloglosseae M.J.Wynne, 2001
- tribu des Claudeae
- tribu des Delesserieae
- tribu des Grinnellieae M.J. Wynne
- tribu des Hemineureae S.M. Lin, M.H. Hommersand & G.T. Kraft, 2001
- tribu des Hypoglosseae M.J. Wynne
- tribu des Membranoptereae M.J.Wynne, 2001
- tribu des Papenfussieae
- tribu des Wynneophycuseae S.Y.Jeong, B.Y.Won, Fredericq & T.O.Cho, 2016

Selon World Register of Marine Species (5 février 2019) :
- genre Apoglossocolax Maggs & Hommersand, 1993
- genre Apoglossum J.Agardh, 1898
- genre Bartoniella Kylin, 1924
- genre Botryocarpa Greville, 1830
- genre Branchioglossum Kylin, 1924
- genre Caloglossa (Harvey) G.Martens, 1869
- genre Delesseria J.V. Lamouroux, 1813
- genre Grinnellia Harvey, 1853
- genre Hemineura Harvey, 1849
- genre Hydrolapatha Stackhouse, 1809
- genre Hypoglossum Kützing, 1843
- genre Laingia Kylin, 1929
- genre Marionella F.S.Wagner, 1954
- genre Membranoptera Stackhouse, 1809
- genre Microrhinus Skottsberg, 1923
- genre Pantoneura Kylin, 1919
- genre Papenfussia Kylin, 1938
- genre Patulophycus A.J.K.Millar & M.J.Wynne, 1992
- genre Pseudophycodrys Skottsberg, 1923
- genre Pteridium J.Agardh, 1898
- genre Rhodokrambe R.L.Moe, 2009
- genre Vanvoorstia Harvey, 1854
- genre Wynneophycus S.Y.Jeong, B.Y.Won, Fredericq & T.O.Cho, 2016
- genre Zellera G.Martens, 1868